# Julieta Campos
Julieta Campos de la Torre (La Habana, Cuba, 8 de mayo de 1932 - Ciudad de México, México, 5 de septiembre de 2007) fue una escritora y traductora cubano-mexicana.

## Biografía
Nacida en La Habana, en 1932 estudia un diplomado sobre literatura francesa contemporánea en La Sorbona en París, y viaja a México un año después, donde vive en la Casa de México de Ciudad Universitaria y comparte con intelecturales de la época como Margo Glantz y Salvador Elizondo. En 1955 se doctora en Filosofía y Letras en la Universidad de La Habana.
Se trasladó a México en 1955 junto con el diplomático Enrique González Pedrero, con quien contrajo matrimonio y tuvo un hijo, el escritor Emiliano González.
Julieta Campos ganó el Premio Xavier Villaurrutia por su novela, Tiene los cabellos rojizos y se llama Sabina (1974). De 1978 a 1982 fue la directora de la sección mexicana de la organización internacional de escritores International PEN.
Trabajó como traductora al inglés y al francés para las editoriales del Fondo de Cultura Económica y siglo XXI Editores, a lo largo de 14 años tradujo alrededor de 38 libros sobre política, economía, historia, psicología y sociología.
Fue Secretaria de Turismo en el gobierno del Distrito Federal con Andrés Manuel López Obrador.
Murió el 5 de septiembre de 2007 en la Ciudad de México, México a los 75 años, después de una gran lucha contra un cáncer de pulmón.

## Laboratorio de teatro Campesino e Indígena de Tabasco.
Como esposa del gobernador de Tabasco Enrique González Pedrero alentó y fomentó el Laboratorio dirigido por María Alicia Martínez Medrano quien ya tenía experiencia fundacional del concepto teatro campesino, creando la infraestructura suficiente para trabajar en comunidades del interior del Estado. Los gobiernos posteriores la persiguieron y cerraron las oficias con violencia. 

## Su obra
Cultivó la novela, el ensayo, y el teatro; trabajó en la investigación, la traducción y el periodismo.
De acuerdo a la crítica literaria Cuba es un elemento determinante en su universo narrativo. Para Martha Martínez "Toda la obra de Julieta Campos muestra esta constante interiorización de lo cubano" , y según la Fundación para las Letras Mexicanas "el universo de sus ficciones, en los espacios y la atmósfera en que se mueven sus personajes e incluso en la estructura misma de sus narraciones, la presencia de la isla y del mar resulta decisiva"

## Publicaciones
Novela
- Muerte por agua, 1965
- Tiene los cabellos rojizos y se llama Sabina, 1974
- El miedo de perder a Eurídice, 1979
- Reunión de familia, 1997
- La forza del destino, 2004

Cuentos
- Celina o los gatos, 1968

Ensayo
- La imagen en el espejo, 1965
- Función de la novela, 1970
- El oficio de leer, 1971
- Bajo el signo de IX Bolon, 1988
- La herencia obstinada. Análisis de cuentos nahuas, 1982
- Un heroísmo secreto, 1988
- Tabasco, un jaguar despertado
- ¿Qué hacemos con los pobres? La reiterada querella por la nación, 1995

Otros
- El lujo del sol
- Jardín de invierno, 1988, teatro
- Cuadernos de viaje, 2008

Recopilaciones
- Razones y pasiones, ensayos escogidos 1, 2005, incluye: Un heroísmo secreto, Bajo el signo de IX Bolón. La imagen en el espejo, Oficio de leer
- Razones y pasiones, ensayos escogidos 2, 2005, incluye: Función de la novela, La herencia obstinada, Tabasco, un jaguar despertado, ¿Qué hacemos con los pobres? (dos fragmentos), Miscelánea
- Los límites del agua, 2020. Selección y prólogo de Ramón Bolívar.

En coautoría
- Tabasco: las voces de la naturaleza, 1982, con: Enrique González Pedrero